# 오늘 같은 밤 (라디오 프로그램)
《오늘 같은 밤》은 매일 밤 11시부터 오전 1시까지 SBS 파워FM을 통해 방송되었던 라디오 프로그램으로 마지막 진행자는 SBS 아나운서 장예원이었다. 2017년 3월 19일 자로 6년만에 폐지되었다.

## 역대 진행자
- 1대 - 정선희 : 2011년 4월 4일 ~ 2014년 10월 5일
- 2대 - 장예원 : 2014년 10월 6일 ~ 2017년 3월 19일

## 역대 시간대
- 2011년 4월 4일 ~ 2015년 11월 1일 : 매일 밤 12시 ~ 오전 2시
- 2015년 11월 2일 ~ 2017년 3월 19일 : 매일 밤 11시 ~ 오전 1시

## 코너

### 매일코너
- 사연과 신청곡
- 1부 : 유브 갓 메시지
- 2부 : 그 때 못한 말 (월, 화, 수, 금)

| 방송일                                          | 게스트    |
| ----------------------------------------------- | --------- |
| 2017년 1월 2일 월요일 ~ 2017년 1월 2일 월요일   | 토마스 쿡 |
| 2017년 1월 3일 화요일 ~ 2017년 1월 9일 월요일   | 윤한      |
| 2017년 1월 10일 화요일 ~ 2017년 1월 16일 월요일 | 정승환    |

- 3부 : 한밤의 결심

### 종료코너
| 코너명               | 시작일                  | 종료일                  | 내용                                                                                       | 편성   | 게스트    |
| -------------------- | ----------------------- | ----------------------- | ------------------------------------------------------------------------------------------ | ------ | --------- |
| 너, 그거 알아?       | 2014년 10월 11일 토요일 | 2014년 11월 1일 토요일  | 어떤 사물인지 맞추는 코너                                                                  | 토요일 | 박원      |
| 야밤의 이불킥        | 2014년 12월 11일 목요일 | 2015년 4월 30일 목요일  | 이불킥 할만한 사연 소개 코너                                                               | 목요일 |           |
| 헐                   | 2015년 9월 16일 수요일  | 2015년 9월 16일 수요일  | 영화 그녀를 착안해 만든 코너                                                               | 파일럿 |           |
| 예원아, 깨워줘!      | 2014년 10월 20일 월요일 | 2015년 10월 19일 월요일 | 모닝콜 녹음 서비스 코너                                                                    | 월요일 |           |
| 단짠단짠             | 2015년 5월 7일 목요일   | 2015년 12월 10일 목요일 | 달달한(단) 사연, 짠한(짠) 사연 소개 코너                                                   | 목요일 |           |
| 내 연애의 얼룩       | 2014년 11월 8일 토요일  | 2016년 2월 27일 토요일  | 연애 흑역사 사연 소개 코너 (너, 그거 알아? 시즌3)                                          | 토요일 | 박원      |
| 맛수다그램           | 2015년 12월 17일 목요일 | 2016년 3월 17일 목요일  | 음식 사진 및 에피소드 소개, 소리 퀴즈                                                      | 목요일 |           |
| 미스캐스팅           | 2015년 11월 6일 금요일  | 2016년 4월 1일 금요일   | 다시 보고싶은 영화나 드라마의 명장면 연기 코너                                             | 금요일 | 정명훈    |
| 예밤마블             | 2016년 3월 31일 목요일  | 2016년 7월 7일 목요일   | 가봤거나 추천하고 싶은 장소를 소개하는 코너                                                | 목요일 |           |
| 느낌적인 느낌 신청곡 | 2014년 10월 14일 화요일 | 2015년 12월 24일 목요일 | 느느신 : 갑자기 찾아오는 신청곡 코너                                                       | 불시   |           |
| 나의 모모            | 2014년 10월 6일 월요일  | 2016년 12월 9일 금요일  | 남다른 의미를 가진, 특별한 의미를 가져다 준 물건에 얽힌 추억담을 소개하는 코너             | 평일   |           |
| 오, 나의 주인님      | 2014년 10월 11일 토요일 | 2016년 12월 11일 일요일 | 반려동물의 시선으로 바라본 일상의 에피소드를 소개하는 코너                                 | 주말   |           |
| 주간 예밤            | 2016년 12월 16일 금요일 | 2016년 12월 16일 금요일 | 청취자들의 신청곡을 통해 한 주간의 동향을 살펴보는 코너                                    | 금요일 |           |
| 씽어썸               | 2015년 2월 18일 수요일  | 2017년 3월 8일 수요일   | 제시된 신청곡을 썸 분위기로 잇는 신청곡 릴레이 코너                                        | 수요일 |           |
| 그거 몰라요?         | 2017년 1월 2일 월요일   | 2017년 3월 13일 월요일  | 코너 속의 코너 : 이 노래 알아요?                                                           | 월요일 | 토마스 쿡 |
| 문자의 정석          | 2015년 11월 10일 화요일 | 2017년 3월 14일 화요일  | 고민되는 상황을 문자 시뮬레이션을 통해 답을 찾아보는 코너                                  | 화요일 | 슬리피    |
| 가장 보통의 우연     | 2014년 10월 8일 수요일  | 2017년 3월 16일 목요일  | 일상의 곳곳에서 만났던 신기한 우연과 인연을 소개하는 코너                                  | 수요일 |           |
| 무제                 | 2015년 3월 5일 목요일   | 2017년 3월 15일 수요일  | 가사가 좋은 신청곡으로 주제를 만들어 같은 주제의 노래를 듣는 코너                          | 수요일 |           |
| 잘 알지도 못하면서   | 2016년 7월 14일 목요일  | 2017년 3월 16일 목요일  | 한 가지 상황을 상반된 입장에서 이야기를 나눠보는 코너                                      | 목요일 | 연진      |
| Show Me Love         | 2016년 4월 2일 토요일   | 2017년 3월 17일 금요일  | 청취자들의 사랑 고민에 대한 해결책을 제시하고 그 고민에 대한 청취자의 계획을 들어보는 코너 | 토요일 | 한해      |
| 심야책방, 꽃갈피     | 2014년 10월 11일 토요일 | 2017년 3월 19일 일요일  | 국어시간, 문학시간 교과서에서 배웠던 문학작품을 만나보는 코너                              | 주말   |           |
| 너의 플레이 리스트   | 2014년 10월 12일 일요일 | 2017년 3월 19일 일요일  | 한 가지 주제로 묶인 청취자들의 음악 플레이 리스트를 소개하는 코너                          | 일요일 |           |
| 사서함 300호         | 2016년 4월 8일 금요일   | 2017년 3월 19일 일요일  | 청취자들의 손편지를 소개하는 코너                                                          | 일요일 |           |

※ 파일럿 코너 방송 편성 포함

### 스페셜 DJ
| DJ     | 부제                               | 진행 기간                                | 진행 사유                               | 진행 코너                                                     |
| ------ | ---------------------------------- | ---------------------------------------- | --------------------------------------- | ------------------------------------------------------------- |
| 박원   |                                    | 2014년 12월 4일 목요일 ~ 12월 4일 목요일 | 장예원 아나운서 개인 사정으로 일일 진행 | 원아, 깨워죠잉~                                               |
| 로이킴 | 한 여름의 뮤직위크 : 어쿠스틱 위크 | 2016년 8월 1일 월요일 ~ 8월 7일 일요일   | 장예원 아나운서 리우 올림픽 출장        | 한 여름의 어쿠스틱, 러브 블러썸                               |
| 존 박  | 한 여름의 뮤직위크 : 팝 위크       | 2016년 8월 8일 월요일 ~ 8월 14일 일요일  | 장예원 아나운서 리우 올림픽 출장        | 잘 못 들은 팝송, 예밤마블, 한 여름의 팝 뮤직, 러브 블러썸     |
| 정진운 | 한 여름의 뮤직위크 : 댄스 위크     | 2016년 8월 15일 월요일 ~ 8월 21일 일요일 | 장예원 아나운서 리우 올림픽 출장        | 춤신춤왕 퀴즈쇼, 한 여름의 댄스 뮤직, 심리닥터스, 러브 블러썸 |
| 슬리피 | 한 여름의 뮤직위크 : 힙합 위크     | 2016년 8월 22일 월요일 ~ 8월 24일 수요일 | 장예원 아나운서 리우 올림픽 출장        | 쇼 미 더 라임                                                 |
| 한해   | 한 여름의 뮤직위크 : 힙합 위크     | 2016년 8월 25일 목요일 ~ 8월 27일 토요일 | 장예원 아나운서 리우 올림픽 출장        | 귀에 쏙 랩 가사 인생 힙합곡, 러브 블러썸                      |
| 김선재 | 한 여름의 뮤직위크 : 예밤`s 멜로디 | 2016년 8월 28일 일요일 ~ 8월 28일 일요일 | 장예원 아나운서 리우 올림픽 출장        | `예밤 라이브` 베스트 컴필레이션                               |

- 한 여름의 뮤직위크 스페셜 DJ 진행 기간 중 토요일 코너 러브 블러썸 모델 이호정 출연 (네이버 V Live 생중계)

## 특집 및 특별코너
| 방송회차 | 방송일                  | 특집, 특별코너                         | 부제 및 내용                                                                                    | 보는 라디오 |
| -------- | ----------------------- | -------------------------------------- | ----------------------------------------------------------------------------------------------- | ----------- |
| 39회     | 2014년 11월 13일 목요일 | 수능맞이 특별코너                      | 1부 : 예원아, 행운을 빌어줘! (수능 모닝콜 서비스)                                               | ○           |
| 81회     | 2014년 12월 25일 목요일 | 크리스마스 특집                        | 예밤`s 초이스 (1부 : 올해의 질렸숑, 2부 : 올해의 가사 & 올해의 노래)                            | ×           |
| 87회     | 2014년 12월 31일 수요일 | 새해 특집                              | 좋아요, 2015                                                                                    | ○           |
| 100회    | 2015년 1월 13일 화요일  | 예밤 100회 특집                        | 예밤 퀴즈                                                                                       | ×           |
| 137회    | 2015년 2월 19일 목요일  | 설 특집                                | 야심한 멜로디 - 청취자가 뽑은 심야음악 베스트 100 (1부 : 청승맞아송, 2부 : 옛날생각나송)        | ×           |
| 138회    | 2015년 2월 20일 금요일  | 설 특집                                | 야심한 멜로디 - 청취자가 뽑은 심야음악 베스트 100 (1부 : 달밤의 체조송, 2부 : 잘알지도못하면송) | ×           |
| 186회    | 2015년 4월 9일 목요일   | 봄맞이 특별코너                        | 1부 : 퀴즈 동물농장, 오 나의 주인님! (동물소리 맞추기 퀴즈)                                     | ×           |
| 190회    | 2015년 4월 13일 월요일  | 특별코너                               | 1부 : 예원아, 알려줘!                                                                           | ×           |
| 192회    | 2015년 4월 15일 수요일  | 세월호 1주기 추모 특집                 | 예밤`s 초이스 시즌 2 열아홉이 되면 너에게 들려주고 싶던 노래                                    | ×           |
| 209회    | 2015년 5월 2일 토요일   | 특별코너                               | 1부 : 드라이빙 뮤직, 야밤! 도주 쏭~                                                             | ×           |
| 211회    | 2015년 5월 4일 월요일   | 어린이날 특집                          | 예밤 유치원                                                                                     | ○           |
| 239회    | 2015년 6월 1일 월요일   | 대한민국 인디음악 20주년 기념 특집 1탄 | 라디오가 사랑한 인디                                                                            | ×           |
| 240회    | 2015년 6월 2일 화요일   | 대한민국 인디음악 20주년 기념 특집 2탄 | 라디오가 사랑한 힙합                                                                            | ×           |
| 275회    | 2015년 7월 7일 화요일   | 칠월칠석 특집                          | 1부 : 가장 보통의 우연 (장거리 커플 사연 소개)                                                  | ○           |
| 278회    | 2015년 7월 10일 금요일  | 손편지 특집                            | 예밤 클래식 (손편지 소개)                                                                       | ×           |
| 281회    | 2015년 7월 13일 월요일  | 초복 특별코너                          | 1부 : 예밤 단결프로젝트, 양평닭을 지켜라!                                                       | ×           |
| 284회    | 2015년 7월 16일 목요일  | 인턴 특집                              | 2부 : 예밤 인턴십 (예밤 일일 스태프), 단짠단짠 과자소리 맞추기 퀴즈                             | ×           |
| 285회    | 2015년 7월 17일 금요일  | 손편지 특집                            | 예밤 클래식 (손편지 소개)                                                                       | ×           |
| 344회    | 2015년 9월 14일 월요일  | 사심 특집 1탄                          | 예밤 플레이 리스트 (1부 : 이지민 작가, 2부 : 강태우 PD)                                         | ×           |
| 345회    | 2015년 9월 15일 화요일  | 사심 특집 2탄                          | 예밤 플레이 리스트 (1부 : 이세나 작가, 2부 : 장예원 DJ)                                         | ×           |
| 351회    | 2015년 9월 21일 월요일  | 특별코너                               | 1부 : 예원아, 전해줘!                                                                           | ×           |
| 355회    | 2015년 9월 25일 금요일  | 추석 교통특집                          | 함께하는 추석, 나누는 기쁨 (파워FM이 뽑은 국민가수 열전 : 유재하)                               | ×           |
| 356회    | 2015년 9월 26일 토요일  | 추석 특집                              | 1부 : 내 연애의 얼룩덜룩 (하이라이트 사연 소개)                                                 | ×           |
| 357회    | 2015년 9월 27일 일요일  | 추석 특집                              | 1부 : 오픈 마이크 신청곡                                                                        | ×           |
| 358회    | 2015년 9월 28일 월요일  | 특별코너                               | 1부 : 예원아, 전해줘!                                                                           | ×           |
| 366회    | 2015년 10월 6일 화요일  | 예밤 1주년 특집                        | 1부 : 가장 보통의 솔로 (게스트 : 박원), 2부 : 예밤.. 어디까지 들어봤니?                         | ○           |
| 386회    | 2015년 10월 26일 월요일 | 가을 음악 특집                         | 가을 여자, 가을 남자 (여자 편)                                                                  | ×           |
| 387회    | 2015년 10월 27일 화요일 | 가을 음악 특집                         | 가을 여자, 가을 남자 (남자 편)                                                                  | ×           |
| 431회    | 2015년 12월 10일 목요일 | 특별코너                               | 3부 : 예밤배 캘리그라피 대회, 명필을 찾아서..                                                   | ×           |
| 452회    | 2015년 12월 31일 목요일 | 신년 특집                              | 2부 : 2015 The Last Song, 3부 : 예밤 타임캡슐                                                   | ×           |
| 464회    | 2016년 1월 12일 화요일  | 선거 특집                              | 2016 제1대 예밤의 남자 선거 (박원, 정명훈, 슬리피)                                              | ○           |
| 489회    | 2016년 2월 6일 토요일   | 설 특집                                | 파워FM 고릴라데이 - 고릴라 퀴즈                                                                 | ○           |
| 492회    | 2016년 2월 9일 화요일   | 설 특집                                | 여성우대방송 (1, 2부 : 여자라서 좋아요! 싫어요! 3부 : 여자들이 좋아하는 여성 뮤지션)            | ×           |
| 517회    | 2016년 3월 5일 토요일   | 토요 스페셜                            | 3부 : 2016 예밤 총회 - 예밤의 결심                                                              | ×           |
| 559회    | 2016년 4월 16일 토요일  | 세월호 2주기 추모 특집                 | 3부 : 그날에 우리                                                                               | ×           |
| 563회    | 2016년 4월 20일 수요일  | SBS 파워FM 20주년 기념 특별코너        | 2부 : 스물스물데이 - 숫자 20 인증 사진 전송 이벤트                                              | ×           |
| 593회    | 2016년 5월 20일 금요일  | SBS 파워FM 20주년 기념 특별코너        | 1부 : 스물스물데이 - NC.A (목소리 출연) 퀴즈 출제                                               | ×           |
| 624회    | 2016년 6월 20일 월요일  | SBS 파워FM 20주년 기념 특별코너        | 3부 : 스물스물데이 - 스페셜 스무고개 씽어썸                                                     | ×           |
| 654회    | 2016년 7월 20일 수요일  | SBS 파워FM 20주년 기념 특별코너        | 1부 : 스물스물데이 - 토니 안 (목소리 출연) Back to the 1996 퀴즈 출제                           | ×           |
| 659회    | 2016년 7월 25일 월요일  | 특별코너                               | 3부 : 씽어썸 번외편 - 씽어쌈                                                                    | ×           |
| 660회    | 2016년 7월 26일 화요일  | 특집                                   | 3부 : 문자의 정석 스페셜 - 베스트 문자의 정석                                                   | ×           |
| 661회    | 2016년 7월 27일 수요일  | 음악 특집                              | #1. 테이크아웃 뮤직 - 거기서 이거                                                               | ×           |
| 662회    | 2016년 7월 28일 목요일  | 음악 특집                              | #2. 테이크아웃 뮤직 - 거기서 이거                                                               | ×           |
| 711회    | 2016년 9월 15일 목요일  | 추석 교통특집                          | 함께하는 추석, 나누는 기쁨 (1부 : 달이 차오른다 가자)                                           | ×           |
| 712회    | 2016년 9월 16일 금요일  | 추석 특집                              | 3부 : Hash Me If You Can                                                                        | ×           |
| 716회    | 2016년 9월 20일 화요일  | SBS 파워FM 20주년 기념 특별코너        | 2부 : 스물스물데이 - 그땐 그랬지 2001년 신해철의 고스트스테이션 방송 퀴즈 출제                  | ×           |
| 729회    | 2016년 10월 3일 월요일  | 특별코너                               | 3부 : 씽어썸 번외편 - 씽어쌈 시즌2                                                              | ×           |
| 731회    | 2016년 10월 6일 목요일  | 예밤 2주년 특집                        | 1, 2부 : 잘 알면서 (게스트 : 박원) 3부 : 예밤, 고맙습니다!                                      | ×           |
| 746회    | 2016년 10월 20일 목요일 | SBS 파워FM 20주년 기념 특별코너        | 3부 : 스물스물데이 - 그때 그 시절의 추억 1996년 김지호의 사랑느낌 방송 퀴즈 출제                | ×           |
| 758회    | 2016년 11월 1일 화요일  | 가을 음악 특집                         | 3부 : Track One                                                                                 | ×           |
| 778회    | 2016년 11월 21일 월요일 | 특별코너                               | 3부 : 씽어썸 번외편 - 씽어쌈 시즌3                                                              | ×           |
| 811회    | 2016년 12월 24일 토요일 | 크리스마스 특집                        | Show Me Love (게스트 : 한해)                                                                    | ×           |
| 818회    | 2016년 12월 31일 토요일 | 송년 특집                              | 2부 : 예밤 타임캡슐 3부 : 2017년을 시작하며 듣고 싶은 노래                                      | ×           |
| 845회    | 2017년 1월 27일 금요일  | 설 특집                                | 3부 : 씽어썸                                                                                    | ×           |
| 846회    | 2017년 1월 28일 토요일  | 설 교통특집                            | 함께하는 설, 나누는 기쁨 3부 : Show Me Love 설 특집 <가족이 문제다>                             | ×           |
| 847회    | 2017년 1월 29일 일요일  | 설 특집                                | 2부 : 너를 위한 플레이 리스트                                                                   | ×           |
| 895회    | 2017년 3월 18일 토요일  | 특집                                   | 2부 : 예디튠즈                                                                                  | ○           |

## 게스트 초대석
| 방송회차 | 방송일                  | 편성     | 부제 및 내용                                            | 게스트                            | 보는 라디오 | V Live |
| -------- | ----------------------- | -------- | ------------------------------------------------------- | --------------------------------- | ----------- | ------ |
| 96회     | 2015년 1월 9일 금요일   | 1부      | 라이브 초대석 <밤의 멜로디>                             | 라이너스의 담요                   | ×           | ×      |
| 103회    | 2015년 1월 16일 금요일  | 1부      | 라이브 초대석 <밤의 멜로디>                             | 강아솔, 선우정아                  | ×           | ×      |
| 180회    | 2015년 4월 3일 금요일   | 2부      | 라이브 초대석 <봄의 멜로디>                             | 주윤하, 백가영                    | ×           | ×      |
| 187회    | 2015년 4월 10일 금요일  | 2부      | 라이브 초대석 <봄의 멜로디>                             | 짙은, 요조                        | ×           | ×      |
| 320회    | 2015년 8월 21일 금요일  | 2부      | 라이브 초대석 <세상 어디에도 없는 착한 남자>            | 9와 숫자들(송재경, 유병덕) 홍대광 | ×           | ×      |
| 327회    | 2015년 8월 28일 금요일  | 2부      | 특별 초대석                                             | 최다니엘                          | ×           | ×      |
| 334회    | 2015년 9월 4일 금요일   | 2부      | 특별 초대석                                             | 박준우                            | ×           | ×      |
| 393회    | 2015년 11월 2일 월요일  | 1부, 2부 | 개편맞이 특별 초대석                                    | 정엽                              | ×           | ×      |
| 416회    | 2015년 11월 25일 수요일 | 1부, 2부 | 뽀샤시 초대석 <뽀얀 남자 초대석>                        | 유연석                            | ×           | ×      |
| 417회    | 2015년 11월 26일 목요일 | 1부, 2부 | 뽀샤시 초대석 <뽀얀 남자 초대석>                        | 이승환                            | ○           | ×      |
| 419회    | 2015년 11월 28일 토요일 | 1부, 2부 | 라이브 초대석 <박원쇼>                                  | 박원                              | ×           | ×      |
| 443회    | 2015년 12월 22일 화요일 | 1부, 2부 | 라이브 초대석                                           | 로이킴                            | ○           | ×      |
| 450회    | 2015년 12월 29일 화요일 | 3부      | 문자의 정석 코너 특별 출연                              | 허영지                            | ○           | ×      |
| 465회    | 2016년 1월 13일 수요일  | 3부      | 고품격 라이브 음악회 <예밤 칸타빌레>                    | 윤석철 트리오                     | ×           | ×      |
| 472회    | 2016년 1월 20일 수요일  | 3부      | 고품격 라이브 음악회 <예밤 칸타빌레>                    | 박주원 밴드                       | ×           | ×      |
| 524회    | 2016년 3월 12일 토요일  | 3부      | 라이브 초대석 <봄의 멜로디>                             | 빌리어코스티, 윤현상              | ×           | ×      |
| 531회    | 2016년 3월 19일 토요일  | 3부      | 배우 초대석 <라이징 스타>                               | 김희찬, 지수                      | ×           | ×      |
| 537회    | 2016년 3월 25일 금요일  | 1부, 2부 | 라이브 초대석 <달금 초대석>                             | 레드벨벳                          | ○           | ×      |
| 538회    | 2016년 3월 26일 토요일  | 3부      | 라이브 초대석 <봄의 멜로디>                             | 선우정아, 안녕바다                | ×           | ×      |
| 555회    | 2016년 4월 12일 화요일  | 3부      | 라이브 초대석 <봄의 멜로디>                             | 옥상달빛, 몬구 (몽구스)           | ×           | ×      |
| 562회    | 2016년 4월 19일 화요일  | 3부      | 라이브 초대석 <라이징 스타>, 문자의 정석 코너 특별 출연 | 박재정                            | ○           | ×      |
| 610회    | 2016년 6월 6일 월요일   | 1부, 2부 | 라이브 초대석 <여름의 멜로디>                           | 어반자카파                        | ○           | ×      |
| 635회    | 2016년 7월 1일 금요일   | 3부      | 장마철 특별 초대석 <뽀송뽀송 라이브>                    | 이진아, 와블                      | ×           | ×      |
| 668회    | 2016년 8월 3일 수요일   | 1부, 2부 | 라이브 초대석 <한 여름의 멜로디>                        | 권진아, 샘 김                     | ○           | ×      |
| 675회    | 2016년 8월 10일 수요일  | 1부, 2부 | 라이브 초대석 <한 여름의 멜로디>                        | 백아연                            | ○           | ×      |
| 683회    | 2016년 8월 18일 목요일  | 1부, 2부 | 라이브 초대석 <한 여름의 멜로디>                        | 나인뮤지스A                       | ○           | ×      |
| 687회    | 2016년 8월 22일 월요일  | 3부      | 쇼미 더 라임                                            | 딘딘, 지투                        | ○           | ×      |
| 688회    | 2016년 8월 23일 화요일  | 3부      | 문자의 정석 코너 특별 출연                              | 키썸                              | ○           | ×      |
| 689회    | 2016년 8월 24일 수요일  | 3부      | 라이브 초대석 <한 여름의 멜로디>                        | 베이식, 딥플로우                  | ×           | ○      |
| 691회    | 2016년 8월 26일 금요일  | 3부      | 브랜 뉴 스쿨                                            | 칸토                              | ○           | ×      |
| 726회    | 2016년 9월 30일 금요일  | 3부      | 라이브 초대석 <가을의 멜로디>                           | 소란, 권진아                      | ×           | ○      |
| 736회    | 2016년 10월 10일 월요일 | 1부, 2부 | 라이브 초대석 <가을의 멜로디>                           | 정기고                            | ○           | ○      |
| 744회    | 2016년 10월 18일 화요일 | 1부, 2부 | 배우 초대석 <훈남 초대석>                               | 김민석                            | ○           | ×      |
| 779회    | 2016년 11월 22일 화요일 | 3부      | 라이브 초대석 <가을의 멜로디>                           | 임헌일, 토마스 쿡                 | ×           | ×      |
| 796회    | 2016년 12월 9일 금요일  | 3부      | 라이브 초대석 <겨울의 멜로디>                           | 샘 옥, 윤한                       | ×           | ×      |
| 810회    | 2016년 12월 23일 금요일 | 3부      | 라이브 초대석 <미리 메리 로맨틱 크리스마스>             | 정승환, 샘 김                     | ×           | ○      |
| 816회    | 2016년 12월 29일 목요일 | 1부, 2부 | 라이브 초대석 <겨울의 멜로디>                           | 김필                              | ○           | ×      |
| 817회    | 2016년 12월 30일 금요일 | 3부      | 배우 초대석 <훈남 초대석>                               | 이원근                            | ×           | ×      |
| 857회    | 2017년 2월 8일 수요일   | 1부, 2부 | 훈남 초대석                                             | 수호                              | ○           | ×      |
| 878회    | 2017년 3월 1일 수요일   | 1부, 2부 | 훈남 초대석                                             | 박정민                            | ○           | ×      |

## 공개 방송 (예밤 음감회)
| 회차 | 공연일                  | 방송일 및 시간                    | 장소                     | 부제               | 출연진                                                  | 특이사항                  |
| ---- | ----------------------- | --------------------------------- | ------------------------ | ------------------ | ------------------------------------------------------- | ------------------------- |
| 1회  | 2014년 12월 24일 수요일 | 2014년 12월 27일 토요일 익일 00시 | 삼성동 코엑스 C홀        | 예밤, 음악감상실   | 한희정, 크러쉬                                          | 더블 DJ 박원              |
| 2회  | 2015년 5월 26일 화요일  | 2015년 5월 29일 금요일 익일 00시  | 목동 SBS 1층 락 스튜디오 | 예밤, 미니공개방송 | 9와 숫자들, 바버렛츠, 김예림, 커피소년                  | 라이브 공연 실황 녹화방송 |
| 3회  | 2015년 12월 26일 토요일 | 2015년 12월 30일 수요일 당일 23시 | 삼성동 코엑스 C홀        | 너와 나의 케미     | 백아연, 백예린, 팬텀, 조형우, 박재정                    | 공동 DJ 박원              |
| 4회  | 2016년 5월 24일 화요일  | 2016년 5월 27일 금요일 당일 23시  | 홍대 상상마당 라이브 홀  | 여름임박 콘서트    | 에디 킴, 박보람, 윤석철 트리오, 샘 김, 이진아, 레드벨벳 | 네이버 V Live 생중계      |

## SBS 파워FM 콘서트 참여
| 공연명                   | 공연일                 | 방송일                  | 장소                  | 부제     | 출연진                                                              | MC             |
| ------------------------ | ---------------------- | ----------------------- | --------------------- | -------- | ------------------------------------------------------------------- | -------------- |
| SBS 파워FM 18주년 콘서트 | 2014년 11월 9일 일요일 | 2014년 11월 16일 일요일 | 상암동 SBS 프리즘타워 | DJ       | 케이윌, 정기고, 김예림, 포미닛, 바비 킴, DJ DOC, 하하, 알맹, 베스티 |                |
| SBS 파워FM 20주년 콘서트 | 2016년 11월 1일 화요일 | 2016년 11월 14일 월요일 | 잠실실내체육관        | POWER 20 | 엑소, 박진영, 스컬&하하, DJ DOC, 트와이스, 빅스, 장미여관           | 배성재, 장예원 |